# Роберт Ваятт
Роберт Ваятт-Еллідж (англ. Robert Wyatt-Ellidge; нар. 28 січня 1945) — англійський музикант. Один із засновників впливових гуртів Кентерберійської сцени Soft Machine та Matching Mole. Спочатку він був барабанщиком і вокалістом, але після випадкового падіння з вікна в 1973 році став параплегіком. Це змусило його залишити діяльність у гуртах, опанувати інші інструменти і розпочати 40-річну сольну кар'єру.
Ваятт відіграв ключову роль у становленні британського джаз-ф'южну, психоделії та прогресивного року. З середини 1970-х його творчість стала більш інтерпретаційною, колаборативною та політизованою. Його сольна музика охоплює унікальний простір — від каверів на поп-сингли до мінливих, аморфних збірок пісень, що поєднують елементи джазу, фолку та дитячих віршів.
Ваятт завершив музичну кар'єру у 2014 році, заявивши: «Є гордість у [тому, щоб зупинитися], я не хочу, щоб [музика] занепала». Він одружений з англійською художницею та авторкою пісень Альфредою Бендж.

## Дискографія

### Студійні альбоми
- The End of an Ear (1970)
- Rock Bottom (1974)
- Ruth Is Stranger Than Richard (1975)
- Old Rottenhat (1985)
- Dondestan (1991)
- Shleep (1997)
- Cuckooland (2003)
- Comicopera (2007)